# Still (песня Мэйси Грэй)
«Still» (с англ. — «По-прежнему») — третий сингл Мэйси Грэй из её дебютного альбома On How Life Is (1999). В песне подробно описываются сложные отношения между женщиной и мужчиной.
В Великобритании «Still» занял двадцатое место в UK Singles Chart. Этот сингл является самым успешным в альбоме. Он не попал в Billboard Hot 100, но занял 32 место в чарте «Adult Top 40».

## Список композиций и форматы
CD-1 (Великобритания)
1. «Still» (Альбомная версия) — 4:15
2. «Still» (X-Ecutioner’s Remix) — 4:16
3. «I Try» (с Джо Уили; радиоверсия) — 4:15
4. «Still» (Видеоверсия)

CD-2 (Великобритания)
1. «Still» (Альбомная версия) — 4:15
2. «Still» (Attica Blues Mix) — 7:13
3. «I Try» (Grand Style Mix)

CD (Европейская версия)
1. «Still» (Альбомная версия) — 4:15
2. «Still» (X-Ecutioner’s Remix) — 4:16
3. «Still» (Attica Blues Mix) — 7:13
4. «I Try» (с Джо Уили; радиоверсия) — 4:15

## Авторы
- Мэйси Грэй
- Джереми Рузумна
- Билл Эссес
- Джефф Блю

## Чарты
| Чарты (2000)                       | Высшая позиция |
| ---------------------------------- | -------------- |
| Australian Singles Chart           | 21             |
| Dutch Mega Single Top 100          | 90             |
| German Singles Chart               | 92             |
| Irish Singles Chart                | 30             |
| New Zealand Singles Chart          | 8              |
| UK Singles Chart                   | 18             |
| U.S. Billboard «Горячие 40 треков» | 32             |